# U-1206
U-1206 je bila nemška vojaška podmornica Kriegsmarine, ki je bila dejavna med drugo svetovno vojno.

## Zgodovina
14. aprila 1945 je podmornica plula pod površjem Severnega morja, ko se je kapitan Schlitt namenil na stranišče. Ker je bil nov straniščni sistem zapleten, je nekaj šlo narobe, tako da so po nesreči v podmornico spustili večjo količino morske vode. Slednja je dosegla akumulatorje, ki so se nahajali neposredno pod straniščem, zaradi česar je pričel izhajati klorov plin. Schlitt se je odločil za izredni dvig, da bi prezračil podmornico. To jim je tudi uspelo, a jih je pri tem opazilo zavezniško letalo, ki jih je napadlo. Poškodbe so bile tako hude, da se podmornica ni mogla več potopiti, tako da se je kapitan odločil za uničenje dokumentov in uničenje podmornice.

## Poveljniki
| Poveljniki |                                    |                    |                             |
| Št.        | Čin                                | Ime                | Poveljstvo                  |
| 1.         | Nadporočnik (Oberleutnant zur See) | Günther Fritze     | 16. marec 1944 - julij 1944 |
| 2.         | Kapitanporočnik (Kapitänleutnant)  | Karl-Adolf Schlitt | julij 1944 - 14. april 1945 |

## Tehnični podatki
| Kategorije                                    | Podatki                       |
| --------------------------------------------- | ----------------------------- |
| Teža (t): na površju pod površjem polna Teža  | 769 871 1.070                 |
| Dolžina (m) - tlačni trup (m)                 | 67,10 - 50,50                 |
| Širina (m) - tlačni trup (m)                  | 6,20 - 4,70                   |
| Izpodriv (m)                                  | 4,74                          |
| Višina (m)                                    | 9,6                           |
| Moč (hp): na površju pod podvršjem            | 3.200 750                     |
| Hitrost (vozlov): na površju pod podvršjem    | 17,7 7,6                      |
| Doseg (milja/vozel): na površju pod podvršjem | 8.500/10 80/4                 |
| Torpeda/Torpedne cevi                         | 14/5 (4 na premcu, 1 na krmi) |
| Krovni top (mm)                               | 88                            |
| Mine                                          | 26 TMA                        |
| Posadka                                       | 44-52                         |
| Maksimalni potop (m)                          | 220                           |